# Ofensiva de Wadi Barada (2016-17)
La ofensiva de Wadi Barada (2016–2017) fue un enfrentamiento armado entre el Ejército Árabe Sirio y sus fuerzas aliadas, y los rebeldes atrincherados en la valle del río Barada, que tuvo lugar entre diciembre de 2016 y enero de 2017. La bolsa del valle del río Barada incluía al pueblo de Ain al-Fijah, que posee la fuente de agua que abastece a numerosas localidades de la Gobernación de la Campiña de Damasco.

## Contexto
Los rebeldes del Ejército Libre Sirio capturaron el pueblo de Souq Wadi Barada en febrero de 2012. Los ingenieros y técnicos que trabajaban en la planta de agua se quedaron en el sitio. Después de la captura de Wadi Barada, fuerzas de gobierno impusieron un bloqueo en los pueblos.
En julio de 2016, las fuerzas leales avanzaron hasta el pueblo de Harira. En respuesta, el Frente al-Nusra ejecutó 14 prisioneros de guerra el 20 de julio. Para el 3 de agosto, el gobierno sirio y Hezbolá capturaron Harira. Como represalia, los rebeldes en Wadi Barada cortaron el suministro de agua a Damasco.

## La ofensiva
El 23 de diciembre de 2016, en respuesta al vertido de gasóleo en el manantial de Ain al-Fijah por parte de los rebeldes, el ejército asaltó Wadi Barada. Los rebeldes denunciaron que la contaminación se debió a un bombardeo. El 26 de diciembre, tras los ataques aéreos, el Ejército avanzó en los acantilados de las afueras del valle. Diez asentamientos en el área todavía estaban en manos de los rebeldes. La oposición acusó las fuerzas progubernamentales de atacar Ain al-Fijah y los pueblos cercanos con bombas de racimo, dañando severamente la planta de agua.
El 1 de enero de 2017, el Ejército ingresó a Ayn al-Fijah luego de que los civiles fueran evacuados por la Media Luna Roja Siria. Los enfrentamientos en la ciudad continuaron al día siguiente, mientras combatientes de Jabhat Fateh al-Sham intentaron contener el avance del ejército y Hezbolá.
El 3 de enero, los rebeldes anunciaron que, si el gobierno daba un alto el fuego y levantaba el sitio, permitirían la entrada de técnicos para que reparasen la planta de agua. El gobierno exigió la rendición del manantial y restaurar el suministro de agua a Damasco. Ante la negativa rebelde a rendirse, las fuerzas leales procedieron a lanzar otro ataque el día siguiente. Asaltando el poblado de Basimah, capturando varios puntos alrededor del pueblo, incluyendo el orfanato, el cual era utilizado como base por los rebeldes, mientras tanto SAA y Hezbollah fueron emboscados por milicianos Jabhat Fateh al-Sham que cruzaron desde Líbano, resultando en varias bajas, los rebeldes escaparon hacia  Arsall, en la Gobernación de Becá.
El 6 de enero, las fuerzas de élite de la 4.ª División Acorazada, al mando de Maher al-Ásad, llegaron a Wadi Barada para unirse a la ofensiva. En poco tiempo el EAS conquistó todos los  cerros alrededor de Basimah.
Para el 8 de enero, el alto al fuego había colapsado y el Ejército reanudó la ofensiva, dirigiéndose a capturar los cerros al noroeste de Deir Maqran, en particular Tal Dahr Al-Masabi. El 10 de enero, la Fuerza Aérea Rusa lanzó ataques aéreos en el área por primera vez, mientras el Ejército sirio también bombardeaba objetivos rebeldes cerca de Basimah y Deir Maqran. Al día siguiente, el Ejército penetró en Ayn al-Fijah y Basimah, mientras intentaban aplicar un alto al fuego para evacuar a los rebeldes hacia Idlib. Por entonces, aproximadamente 50 000 residentes del valle habían sido desplazados debido a los combates.
El 13 de enero, el bando leal capturó Basimah y avanzó en los alrededores de Ain al-Khadra. Los rebeldes lanzaron un contraataque para recuperar Ain al-Khadra. Ese mismo día, Ain al-Fijah, Kafr al-Awamid, Souq Wadi Barada, Dayr Qanoo, Dayr Miqrin y Kafr az Zayt firmaron un acuerdo de reconciliación con el gobierno, dejando técnicos para controlar los manantiales e izar el pabellón sirio sobre las ciudades. A pesar de estoe, muchos rebeldes se negaron a rendirse y continuaron la lucha. Varios rebeldes atacaron con cohetes a las unidades de técnicos que avanzaban hacia el manantial.
En la tarde del 14 de enero, vehículos de mantenimiento llegaron al manantial de Ain Al-Fijah, junto con algunos autobuses para transportar a los rebeldes a Idlib. Un día más tarde, un francotirador rebelde asesinó al general de Ejército sirio y negociador en jefe Ahmad Ghadban, cuando este regresaba a las líneas del gobierno tras una ronda de negociaciones. Aunque los rebeldes posteriormente anunciaron no estar vinculados con la muerte de Ghadban, todas las negociaciones fueron suspendidas, y el gobierno anunció el reinicio de la ofensiva. El ejército consiguientemente lanzó otro asalto contra Ain al-Khadra en la noche siguiente, y capturó el pueblo. Al día siguiente, Hezbolá dirigió su avance a las afueras de Ain Al-Fijah y capturó, tras intensos enfrentamientos, el cerro de Ra al-Sirah, al norte de la ciudad. Por otro lado, el Ejército sirio se hizo con la mayor parte de Al-Husseiniyah después que los jefes locales aceptaron el alto al fuego. No obstante, algunas partes de la ciudad quedaron en control rebelde debido a que muchos se negaron a rendirse.

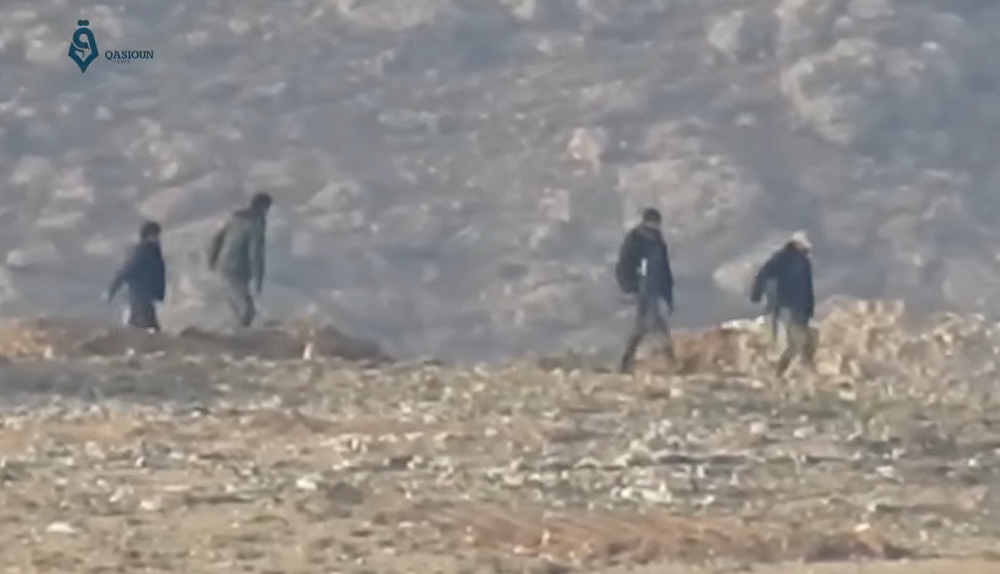
Una patrulla de las NDF en Wadi Barada durante enero de 2017.

En los siguientes días, Hezbolá y las unidades de Ejército avanzaron lentamente en Ain Al-Fijah. El 19 de enero, las tropas leales capturaron la localidad de Afrah. Al día siguiente, las delegaciones leal y rebelde intentaron infructuosamente negociar un nuevo alto al fuego. Los rebeldes culparon a Hezbolá del fracaso del proceso de paz, afirmando que el gobierno no podría controlar a los milicianos libaneses. El 26 de enero, al-Masdar informó que otro acuerdo había sido logrado entre el gobierno y los insurgentes, al rendirse 2600 combatientes rebeldes. Aún permanecían alrededor de 500 rebeldes en Wadi Barada. El Observatorio Sirio para los Derechos Humanos (OSDH) informó al día siguiente que los insurgentes continuaban luchando por Ain Al-Fijah.
El 28 de enero, los rebeldes finalmente se retiraron de Ain Al-Fijah. El ejército posteriormente tomó control de la ciudad, mientras los rebeldes restantes en el valle fueron transportados a Idlib.
Un día más tarde, el Ejército se hizo con la totalidad de Wadi Barada. El gobierno envió trabajadores de mantenimiento hacia la planta de Al-Fijah con el fin de restablecer el suministro de agua a 5 millones de residentes en Damasco. Más tarde, los primeros autobuses que llevaban rebeldes partieron hacia Idlib, mientras al-Masdar informaba que Jabhat Fatah al-Sham atacó otros grupos opositores en Kafr az Zayt debido a desacuerdos sobre el alto al fuego.

## Negociaciones para el alto al fuego y evacuación
El 29 de diciembre, las delegaciones de del gobierno y la oposición se reunieron para negociar un alto el fuego en Wadi Barada. Los rebeldes del ELS y Fateh al-Sham dispondrían de un salvoconducto hacia la Gobernación de Idlib a cambio de la rendición de Wadi Barada.

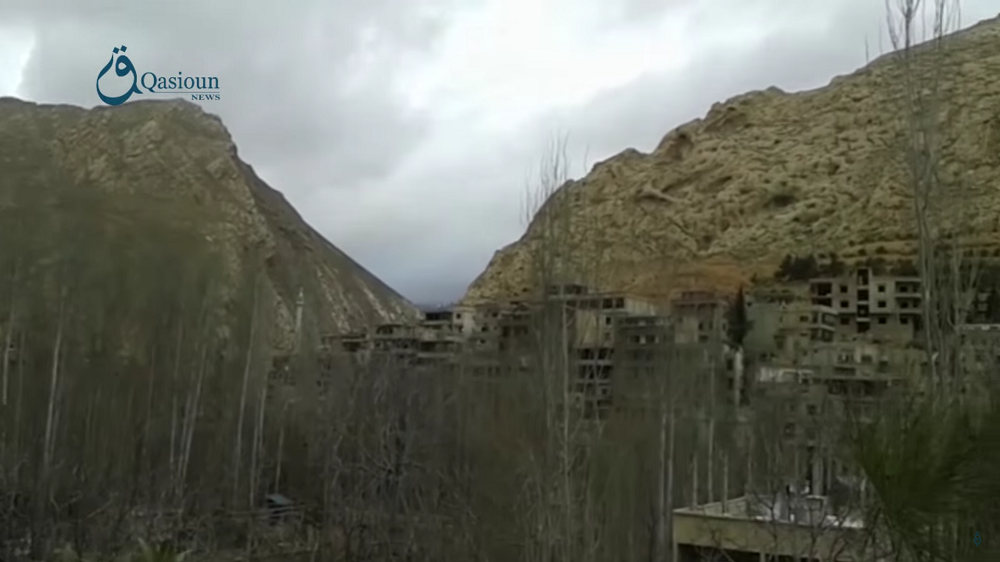
Un pueblo en el valle.

El 6 de enero, Hezbolá  propuso un alto al fuego, pero fue rechazado por Ahrar al-Sham, afirmando que el gobierno ya había rechazado un alto al fuego para la reparación de una estación de bombeo de agua, según su versión del ataque aéreo. Alrededor de 5,5 millones de personas en Damasco se vieron privadas del acceso al agua corriente por dos semanas a raíz del conflicto. A pesar de esto, se anunció un acuerdo para una tregua en el mismo día; se permitiría el acceso de técnicos para la reparación de la planta y se daría amnistía a los rebeldes locales que entregaran sus armas, en tanto que aquellos que rechazaran el acuerdo serían transportados a Idlib.
El 13 de enero, Ain al-Fijah, Kafr al-Awamid, Souq Wadi Barada, Dayr Qanoo, Dayr Miqrin y Kafr az Zayt firmaron un acuerdo con el gobierno bajo mediación rusa, el OSDH informó su contenido: (1) Exención de lugareños de servicio militar por seis meses; (2) entrega de armas al gobierno; (3) los lugareños que desearan podrán resolver sus estatus con el gobierno; (4) ninguna presencia armada alrededor de las ciudades será permitida; (5) los rebeldes no-nativos serán enviados a Idlib; (6) todos los rebeldes que quieran voluntariamente dejar el valle para viajar a Idlib; (7) el ejército entrará en las casas de los lugareños; (8) el ejército puede instalar puntos de asistencia dentro de las ciudades, en sus entradas, y a lo largo de las carreteras principales; (9) lugareños y antiguos rebeldes podrán unirse a las Fuerzas de Defensa Nacional; (10)  los empleados en el valle pueden regresar a sus trabajos. Estas negociaciones colapsaron a raíz del asesinato del negociador en jefe del gobierno sirio. Otro intento de aplicar este acuerdo se realizó el 19 de enero. La Reunión Internacional en Poblamiento sirio tuvo lugar en Astaná (Kazajistán) cuando parte del proceso de paz, donde Bashar Jaafari, el enviado de ONU que representa el gobierno sirio, anunció que el alto el fuego que acordado en diciembre de 2016 no tenía vigencia en al región del Barada debido a la presencia terrorista. El 26 de enero, el gobierno informó que más de 2600 rebeldes habían depuesto sus armas y regresado a la vida civil o se unieron a las unidades de defensa nacional.